# یوبی‌سافت رفلکشنز
یوبی‌سافت رفلکشنز ((به انگلیسی: Ubisoft Reflections) یک استودیوی سازنده بازی‌های ویدئویی بریتانیایی متعلق به شرکت یوبی‌سافت است که در سال ۱۹۸۴ در شهر نیوکاسل بنیان‌گذاری شده است. از مهم‌ترین بازی‌های تولیدی این استودیو می‌توان به مجموعه بازی‌های درایور و مجموعه بازی‌های جاست دنس اشاره کرد.